# Ancistrogera extraordinaria
Ancistrogera extraordinaria är en insektsart som beskrevs av Heinrich Hugo Karny 1937. Ancistrogera extraordinaria ingår i släktet Ancistrogera och familjen Gryllacrididae. Inga underarter finns listade i Catalogue of Life.